# Nastro d'argento al millor actor no protagonista
El Nastro d'argento (Cinta de plata) és un premi cinematogràfic assignat cada any, des de 1946, pel Sindicat Nacional de Periodistes Cinematogràfics Italians (SNGCI), l'associació de crítics de cinema italians. Aquesta és la llista dels guanyadors del Nastro d'argento al millor actor no protagonista. Romolo Valli, Leopoldo Trieste i Alessandro Haber han estat els més guardonats amb tres premis cadascun.

## Guanyadors
Els guanyadors estan indicats en negreta, seguits dels altres candidats.

### Anys 1946-1949
- 1946: Gino Cervi - Le miserie del signor Travet
- 1947: Massimo Serato - Il sole sorge ancora
- 1948: Nando Bruno - Il delitto di Giovanni Episcopo
- 1949: Saro Urzì - In nome della legge

### Anys 1950-1959
- 1950: no concedit
- 1951: Umberto Spadaro - Il brigante Musolino
- 1952: no concedit
- 1953: Gabriele Ferzetti - La provinciana
- 1954: Alberto Sordi - I vitelloni
- 1955: Paolo Stoppa - L'oro di Napoli
- 1956: Memmo Carotenuto - Il bigamo
- 1957: Peppino De Filippo - Totò, Peppino e i fuorilegge
- 1958: Andrea Checchi - Parola di ladro
- 1959: Nino Vingelli - La sfida

### Anys 1960-1969
- 1960: Claudio Gora - Un maledetto imbroglio
- 1961: Enrico Maria Salerno - La lunga notte del '43
- 1962: Salvo Randone - L'assassino
- 1963: Romolo Valli - Una storia milanese
- 1964: Folco Lulli - I compagni
- 1965: Leopoldo Trieste - Sedotta e abbandonata
- 1966: Ugo Tognazzi - Io la conoscevo bene
- 1967: Gastone Moschin - Signore & signori
- 1968: Gabriele Ferzetti - A ciascuno il suo
- 1969: Ettore Mattia - La pecora nera

### Anys 1970-1979
- 1970: Umberto Orsini - La caduta degli dei ex aequo Fanfulla - Satyricon
  - Alberto Sordi - Nell'anno del Signore
- 1971: Romolo Valli - Il giardino dei Finzi-Contini
  - Giancarlo Giannini - Dramma della gelosia - Tutti i particolari in cronaca
  - Gigi Proietti - Brancaleone alle crociate
- 1972: Salvo Randone - La classe operaia va in paradiso
  - Lino Toffolo - Il merlo maschio
  - Romolo Valli - Morte a Venezia
- 1973: Mario Carotenuto - Lo scopone scientifico
- 1974: Turi Ferro - Malizia
  - Mario Scaccia - La proprietà non è più un furto
  - Ciccio Ingrassia - Amarcord
- 1975: Aldo Fabrizi - C'eravamo tanto amati
  - Corrado Pani - Fatti di gente perbene
  - Michele Placido - Romanzo popolare
- 1976: Ciccio Ingrassia - Todo modo
- 1977: Romolo Valli - Un borghese piccolo piccolo
  - Giuliano Gemma - Il deserto dei tartari
- 1978: Carlo Bagno - In nome del Papa Re
- 1979: Vittorio Mezzogiorno - Il giocattolo

### Anys 1980-1989
- 1980: Tomas Milian - La luna
- 1981: Massimo Girotti - Passione d'amore
  - Lello Arena - Ricomincio da tre
  - Orazio Orlando - Aiutami a sognare
  - Rossano Brazzi - Io e Caterina
- 1982: Paolo Stoppa - Il marchese del Grillo
- 1983: Tino Schirinzi - Sciopèn
  - Lello Arena - Scusate il ritardo
  - Leo Gullotta - Spaghetti House
- 1984: Leo Gullotta - Mi manda Picone
  - Carlo Giuffré - Son contento
- 1985: Leopoldo Trieste - Enrico IV
- 1986: Gastone Moschin - Amici miei atto III
  - Ferruccio De Ceresa - La messa è finita
  - Franco Fabrizi - Ginger e Fred
  - Giuliano Gemma - Speriamo che sia femmina
- 1987: Diego Abatantuono - Regalo di Natale
  - Massimo Troisi - Hotel Colonial
  - Massimo Dapporto - La famiglia
- 1988: Enzo Cannavale - 32 dicembre
- 1989: Fabio Bussotti - Francesco
  - Carlo Croccolo - 'o Re
  - Ricky Tognazzi - Caruso Pascoski di padre polacco

### Anys 1990-1999
- 1990: Alessandro Haber - Willy signori e vengo da lontano
- 1991: Ennio Fantastichini - Porte aperte
  - Giancarlo Giannini - I divertimenti della vita privata
  - Paolo Panelli - Verso sera
  - Francesco Benigno, Maurizio Prollo, Roberto Mariano, Alfredo Li Bassi i Alessandra Di Sanzo - Ragazzi fuori
  - Massimo Wertmüller - In nome del popolo sovrano
- 1992: Paolo Bonacelli - Johnny Stecchino
  - Angelo Orlando - Pensavo fosse amore... invece era un calesse
  - Giorgio Gaber - Rossini! Rossini!
  - Giuseppe Cederna - Mediterraneo
  - Ennio Fantastichini - Una storia semplice
- 1993: Renato Carpentieri - Puerto Escondido
  - Eros Pagni - Persone perbene
  - Tony Sperandeo - La discesa di Aclà a Floristella
  - Angelo Orlando - Ladri di futuro
  - Ivano Marescotti - Quattro figli unici
- 1994: Alessandro Haber - Per amore, solo per amore
  - Felice Andreasi - Un'anima divisa in due
  - Claudio Bigagli - Fiorile
  - Leo Gullotta - La scorta
  - Gigi Reder - Fantozzi in paradiso
- 1995: Marco Messeri - Con gli occhi chiusi
  - Roberto Citran - Il toro
  - Andrea Brambilla - Belle al bar
  - Leopoldo Trieste - Il giudice ragazzino
  - Renato Carpentieri - Il giudice ragazzino
- 1996: Leopoldo Trieste - L'uomo delle stelle
  - Gianni Cajafa - 'amore molesto
  - Mario Carotenuto - Romanzo di un giovane povero (pòstum)
  - Antonello Fassari - Camerieri
  - Ciccio Ingrassia - Camerieri
- 1997: Gianni Cavina - Festival
  - Massimo Ceccherini - Il ciclone
  - Aurelio Fierro - Luna e l'altra
  - Piero Natoli - Ferie d'agosto
  - Massimo Popolizio - Le affinità elettive
- 1998: Giustino Durano - La vita è bella
  - Massimo Ceccherini - Fuochi d'artificio
  - Carlo Croccolo - Consigli per gli acquisti
  - Roberto Herlitzka - Marianna Ucrìa
  - Gastone Moschin - Porzûs
- 1999: Tot el repartiment: Antonio Catania, Riccardo Garrone, Vittorio Gassman, Giancarlo Giannini, Adalberto Maria Merli, Eros Pagni, Stefano Antonucci, Giorgio Colangeli, Giuseppe Gandini, Valter Lupo, Paolo Merloni, Carlo Molfese, Sergio Nicolai, Corrado Olmi, Mario Patanè, Pierfrancesco Poggi, Francesco Siciliano, Giorgio Tirabassi, Venantino Venantini, Andrea Cambi - La cena
  - Rocco Papaleo - Del perduto amore
  - Silvio Orlando - Aprile
  - Little Tony - L'odore della notte
  - Luca Zingaretti - Tu ridi

### Anys 2010-2019
- 2010: Ennio Fantastichini - Mine vaganti ex aequo Luca Zingaretti - Il figlio più piccolo i La nostra vita
  - Pierfrancesco Favino - Baciami ancora
  - Marco Giallini - Io, loro e Lara
  - Marco Messeri - La prima cosa bella
- 2011: Giuseppe Battiston - La passione, Figli delle stelle i Senza arte né parte
  - Giorgio Colangeli - La donna della mia vita i Tatanka
  - Geppy Gleijeses - Gorbaciof
  - Ricky Memphis i Maurizio Mattioli - Immaturi
  - Rocco Papaleo - Che bella giornata
- 2012: Marco Giallini - Posti in piedi in paradiso i ACAB - All Cops Are Bastards
  - Giuseppe Fiorello - Terraferma i Magnifica presenza
  - Fabrizio Gifuni - Romanzo di una strage
  - Michele Riondino - Gli sfiorati
  - Riccardo Scamarcio - To Rome with Love
- 2013: Carlo Verdone - La grande bellezza
  - Stefano Altieri - Tutti contro tutti
  - Carlo Cecchi - Miele
  - Fabrizio Falco - È stato il figlio i Bella addormentata
  - Michele Riondino - Acciaio i Bella addormentata
- 2014: Carlo Buccirosso i Paolo Sassanelli - Song'e Napule
  - Alessandro Haber - L'ultima ruota del carro
  - Ricky Memphis - La mossa del pinguino
  - Giorgio Pasotti - Sapore di te, Nottetempo i Un matrimonio da favola
  - Filippo Timi - Un castello in Italia
- 2015: Claudio Amendola - Noi e la Giulia
  - Stefano Fresi - Ogni maledetto Natale, La prima volta (di mia figlia)
  - Adriano Giannini - Senza nessuna pietà, La foresta di ghiaccio
  - Luigi Lo Cascio - I nostri ragazzi
  - Francesco Scianna - Latin Lover
- 2016: Luca Marinelli - Lo chiamavano Jeeg Robot
  - Claudio Amendola - Suburra
  - Fabrizio Bentivoglio - Gli ultimi saranno ultimi, Forever Young e Dobbiamo parlare
  - Peppino Di Capri - Natale col boss
  - Adriano Giannini i Massimiliano Gallo - Per amor vostro
- 2017: Alessandro Borghi - Fortunata i Il più grande sogno
  - Claudio Amendola i Luca Argentero - Il permesso - 48 ore fuori
  - Ennio Fantastichini - Caffè i La stoffa dei sogni
  - Valerio Mastandrea - Fiore
  - Edoardo Pesce - Cuori puri i Fortunata
- 2018: Riccardo Scamarcio - Loro
  - Peppe Barra - Napoli velata
  - Stefano Fresi - Nove lune e mezza i Smetto quando voglio - Ad honorem
  - Vinicio Marchioni - Il contagio i The Place
  - Thomas Trabacchi - Amori che non sanno stare al mondo i Nico 1988
- 2019: Luigi Lo Cascio e Fabrizio Ferracane - Il traditore
  - Stefano Accorsi - Il campione
  - Alessio Lapice - Il primo re
  - Edoardo Pesce - Non sono un assassino
  - Benito Urgu - L'uomo che comprò la Luna

### Anys 2000-2009
- 2000: Felice Andreasi - Pane e tulipani
  - Carlo Croccolo - Il guerriero Camillo
  - Leo Gullotta - Un uomo perbene
  - Emilio Solfrizzi e Francesco Paolantoni - Liberate i pesci!
  - Fiorello, Ivano Marescotti i Sergio Rubini - L'enginyós senyor Ripley
- 2001: Giancarlo Giannini - Hannibal[6]
  - Luigi Maria Burruano - I cento passi
  - Ivano Marescotti - Un delitto impossibile i La lingua del santo
  - Silvio Orlando - La stanza del figlio
  - Claudio Santamaria - Almost Blue
- 2002: Leo Gullotta - Vajont
  - Toni Bertorelli - L'ora di religione
  - Gianni Cavina - Sole negli occhi
  - Libero De Rienzo - Santa Maradona
  - Claudio Santamaria - Paz!
- 2003: Diego Abatantuono - Io non ho paura
  - Claudio Gioè e Claudio Santamaria - Passato prossimo
  - Maurizio Mattioli e Rocco Papaleo - Il pranzo della domenica
  - Filippo Nigro - La finestra di fronte
  - Kim Rossi Stuart - Pinocchio
- 2004: Arnoldo Foà - Gente di Roma
  - Claudio Amendola - Caterina va in città
  - Luigi Maria Burruano - Liberi
  - Michele Placido - Il posto dell'anima
  - Bud Spencer - Cantando dietro i paraventi
- 2005: Raffaele Pisu - Le conseguenze dell'amore
  - Valerio Binasco - Lavorare con lentezza
  - Pierfrancesco Favino - Le chiavi di casa
  - Elio Germano - Che ne sarà di noi
  - Luca Lionello e Mattia Sbragia - La passione di Cristo (The Passion of the Christ)
- 2006: Carlo Verdone - Manuale d'amore
  - Giuseppe Battiston - La bestia nel cuore
  - Rodolfo Corsato - Quando sei nato non puoi più nasconderti
  - Riccardo Scamarcio - Texas i L'uomo perfetto
  - Gianmarco Tognazzi - Romanzo criminale
- 2007: Alessandro Haber - Le rose del deserto i La sconosciuta
  - Ninetto Davoli - Uno su due
  - Ennio Fantastichini - Saturno contro
  - Sergio Rubini - La terra i Commediasexi
  - Riccardo Scamarcio e Dario Bandiera - Manuale d'amore 2 - Capitoli successivi
  - Filippo Timi - In memoria di me
- 2008: Alessandro Gassmann - Caos calmo
  - Giuseppe Battiston - La giusta distanza i Non pensarci
  - Massimo Ghini - Tutta la vita davanti
  - Luca Lionello - Cover-boy
  - Sergio Rubini - Colpo d'occhio
- 2009: Ezio Greggio - Il papà di Giovanna
  - Claudio Bisio e Silvio Orlando - Ex
  - Giuseppe Fiorello - Galantuomini
  - Ernesto Mahieux - Fortapàsc
  - Michele Riondino - Il passato è una terra straniera

### Anys 2020-2029
- 2020: Roberto Benigni – Pinocchio[7]
  - Carlo Buccirosso – 5 è il numero perfetto
  - Carlo Cecchi – Martin Eden
  - Massimiliano Gallo e Roberto De Francesco – Il sindaco del rione Sanità
  - Massimo Popolizio – Il primo Natale i Il ladro di giorni